# Lloyd Mondory
Lloyd Mondory (Cognac, 26 de abril de 1982) es un ciclista francés. Profesional desde 2004, siempre estuvo ligado al equipo francés Ag2r.

## Trayectoria
Como profesional ha conseguido la clasificación de la montaña de la Tirreno-Adriático de 2008. Además, en la décima etapa de la Vuelta ciclista a España 2008, con inicio en Sabiñánigo y final en Zaragoza, finalizó en segunda posición, solo superado por su compatriota Sébastien Hinault.
Sin embargo su mayor éxito como profesional lo obtuvo en 2006, cuando se proclamó ganador de la Copa de Francia de ciclismo, gracias a su regularidad en las diferentes pruebas.
Fue un destacado amateur, época en la que consiguió muchas victorias.
El 10 de marzo de 2015 se anunció que dio positivo por EPO en un control, fuera de competición, realizado el 17 de febrero de ese mismo año y fue suspendido provisionalmente por la UCI. Finalmente la sanción fue de cuatro años, hasta el 9 de marzo de 2019.

## Palmarés
2003
- Kreiz Breizh Elites

2005
- 1 etapa del Tour de Picardie

2006
- Copa de Francia (ver nota)[3]

2008
- GP Kanton Aargau
- 1 etapa de la París-Corrèze

2011
- 1 etapa de la Estrella de Bessèges

2014
- 1 etapa de la Vuelta a Burgos

## Resultados en Grandes Vueltas
| Carrera | Carrera         | 2004 | 2005 | 2006 | 2007  | 2008  | 2009  | 2010  | 2011 | 2012  | 2013  | 2014 |
| ------- | --------------- | ---- | ---- | ---- | ----- | ----- | ----- | ----- | ---- | ----- | ----- | ---- |
|         | Giro de Italia  | —    | —    | —    | 108.º | —     | —     | —     | —    | —     | —     | —    |
|         | Tour de Francia | —    | —    | —    | —     | —     | 133.º | 118.º | —    | —     | —     | —    |
|         | Vuelta a España | —    | —    | —    | —     | 120.º | —     | —     | 84.º | 104.º | 114.º | Ab.  |

—: no participa

Ab.: abandono

## Equipos
- Ag2r (2002[4] -2015)
  - Ag2r Prévoyance (2002-2007)
  - Ag2r La Mondiale (2008-2015)